# Ciro De Caro
Ciro De Caro (Roma, 17 gennaio 1975) è un regista e sceneggiatore italiano.

## Biografia
Nato a Roma ma cresciuto a Battipaglia, per diversi anni si è occupato di pubblicità fino a quando nel 2013 ha realizzato il lungometraggio indipendente Spaghetti Storyche ha riscosso un certo successo. Nel 2016 ha realizzato il suo secondo film, Acqua di marzo seguito nel 2021 da Giulia che è stato presentato nella sezione Giornate degli Autori al Festival di Venezia e candidato ai David di Donatello e, nel 2024, dal suo quarto film, Taxi Monamour, che è stato l'unico film italiano in concorso nella sezione Giornate degli Autori durante il festival di Venezia del 2024 dove ha vinto il "Premio del pubblico Giornate degli autori"..

## Filmografia

### Regia
- Spaghetti Story (2013)
- Acqua di marzo (2016)
- Giulia (2021)
- Taxi Monamour (2024)

### Sceneggiatura
- Spaghetti Story (2013)
- Acqua di marzo (2016)
- Giulia (2021)
- Taxi Monamour (2024)